# Synanthedon resplendens
Synanthedon resplendens is een vlinder uit de familie wespvlinders (Sesiidae), onderfamilie Sesiinae.
Synanthedon resplendens is voor het eerst wetenschappelijk beschreven door Edwards in 1881. De soort komt voor in het Nearctisch gebieden het  Neotropisch gebied.